# Paul Alexis
Paul Alexis (ur. 16 czerwca 1847 w Aix-en-Provence, zm. 28 lipca 1901 w Levallois-Perret) – francuski dramaturg, pisarz, publicysta.
Był przyjacielem Émile’a Zoli, napisał również jego biografię. Był naturalistą. Do jego słynniejszych dzieł zalicza się powieść Madame Meuriot (1890) oraz zbiór nowel Vallobra (1901). Jego nowela Na pobojowisku (oryg. Après la bataille) weszła w skład Wieczorów medańskich. Publikował w czasopiśmie „Le Cri du peuple” pod pseudonimem Trublot.